# Wolfgang Koch (Kameramann)
Wolfgang Koch (* vor 1966) ist ein österreichischer Kameramann. Ab den 1970er Jahren war er als Kameramann tätig.  Bis 2016 war er an mehr als 25 Produktionen beteiligt.

## Filmografie (Auswahl)
- 1979: Tatort: Mord im Grand-Hotel
- 1980: Tatort: Mord auf Raten
- 1981: Tatort: Mord in der Oper
- 1982: Tatort: Mordkommando
- 1983: Tatort: Mord in der U-Bahn
- 1984: Tatort: Der Mann mit den Rosen
- 1985: Tatort: Fahrerflucht
- 1985: Tatort: Des Glückes Rohstoff
- 1985: Tatort: Nachtstreife
- 1986: Tatort: Das Archiv
- 1986: Tatort: Die Spieler
- 1986: Tatort: Wir werden ihn Mischa nennen
- 1987: Tatort: Wunschlos tot
- 1987: Tatort: Der letzte Mord
- 1987: Tatort: Die offene Rechnung
- 1987: Tatort: Superzwölfer
- 1989: Tatort: Blinde Angst
- 1990: Tatort: Seven Eleven
- 1991: Tatort: Telefongeld
- 1992: Tatort: Kinderspiel
- 1993: Tatort: Stahlwalzer
- 1994: Tatort: Ostwärts
- 1995: Tatort: Die Freundin
- 1996: Tatort: Kolportage
- 1996: Tatort: Mein ist die Rache
- 1997: Tatort: Hahnenkampf
- 1997: Tatort: Morde ohne Leichen